# Pionosyllis epipharynx
Pionosyllis epipharynx är en ringmaskart som beskrevs av Hartman 1953. Pionosyllis epipharynx ingår i släktet Pionosyllis och familjen Syllidae. Inga underarter finns listade i Catalogue of Life.